# 山森ススム
山森 ススム（やまもり すすむ、1935年7月1日 - ）は、日本の漫画家。京都府出身。本名、山森博之。

## 略歴
1935年7月1日、京都府に生まれる。
手塚治虫のSF漫画に感銘を受け、京都市立二条中学校のクラスメートだったK・元美津と共に漫画を描き始める。中学卒業後に上京。
その後京都に帰洛し、1955年、日の丸文庫より『金竜街の狼』で貸本漫画デビュー。西陣織の仕事をしながら多数の劇画を描く。1959年には劇画工房の旗揚げにも京都に在住しながら参加する。
貸本業界が衰退の一途をたどる1965年、健康上の理由で西陣織の仕事に専念。「螺鈿織」と「舞蝶織」の制作に長年携わっていた。近年は現代に合ったアイテムへの螺鈿彩加工、金彩螺鈿アート&クラフト制作の傍ら、劇画制作も再開している。

## 人物
- 山森ススムというペンネームは先輩漫画家の江川進から文字を貰ったもの。日の丸文庫の社長と江川に強引に名付けられたので、当時の山森自身は嫌がっていたという。
- 若い頃から舶来物のハスクバーナのバイクを乗り回していた。オーディオや模型作りなども好む趣味人である。
- 元・スタジオ・ジブリのアニメーター、山森英司は山森の次男にあたる[3]。

## 作品
- 冷たい奴等　異色推理劇画（セントラル文庫）